# برقه
بَرقه نام دیگر سیرنه به ناحیهٔ ساحلی شرقی لیبی گفته می‌شود. در زبان‌های اروپایی به این ناحیه «سیرنائیک» یا «کورنائیک» می‌گویند. این منطقه در عهد باستان به پناپولیس نیز معروف بوده و از همین روست که در برخی منابع اسلامی نام این منطقه انطابلس یا بنطابلس نیز ثبت شده‌است.